# Simfonija št. 9 (Mahler)
Gustav Mahler: Simfonija št. 9, d mol (1909-1910) - sugerirana naslova: »Zemeljska žalost«, »Ozarjeno hrepenenje«
okvirni čas trajanja: 80 minut
Deveta Simfonija je nastala kot dopolnitev leta 1908 dokončane Pesmi o zemlji in je bila prav tako kot le-ta prvič izvedena šele po skladateljevi smrti. Mahler je njen največji del zasnoval poleti 1909 v Toblachu, partiturni zapis vseh štirih stavkov pa je dokončal kasneje istega leta v New Yorku. Poleg skupnega nastanka je simfonija tudi zaradi hrepenečega in globoko poduhovljenega izraza tesno povezana s Pesmijo o zemlji. Za obe deli je značilna solistična obravnava mnogih orkesterskih instrumentov iz orkestra, ki spremlja s trpko fantastiko in grenkimi slutnjami zaznamovano umetnost Mahlerjevih zadnjih let. Vendar izraža glasbene struktura 9. simfonije tudi veselje do življenja, posebno tedaj, ko Mahler z vso umetelnostjo prenovljene polifonije prepleta posamezne teme in razvija melodične linije do meje tonalnega.
Zemeljska žalost in ozarjeno hrepenenje delujejo kot poveličanje smrti, ki v zadnjem naporu volje skuša doseči transcendentalno enotnost s pomočjo simfoničnega izraza. 9. simfonija posebno jasno kaže globoko razklanost Mahlerjeve osebnosti, saj je skladatelj v njej obdelal vrsto citatov iz svojih prejšnjih del. Prav zaradi tega je vsaka njena izvedba razkritje dirigenta in orkestra. 